# تنگی انتهای مجرای ادرار
تنگی انتهای مجرای ادرار یا تنگی انتهای مجرای پیشابراه (به انگلیسی: Meatal stenosis) عبارت است از باریک شدن (تنگی) دهانه مجرای ادرار در خروجی مجرا ‎/miːˈeɪtəs/‎، بنابراین منفذی را که از طریق آن ادرار از مثانه و از بدن خارج می‌شود، باریک است.

## علائم و نشانه‌ها
- قدرت و جهت غیرطبیعی جریان ادرار
- دهانه باریک قابل مشاهده در قسمت گوشتی در پسران
- تحریک، زخم یا تورم گوشتی در پسران
- ناراحتی در هنگام ادرار (سوزش ادرار و تکرر ادرار)
- بی‌اختیاری ادرار (روز یا شب)
- خون‌ادراری (هماچوری) در انتهای ادرار
- عفونت‌های دستگاه ادراری - افزایش حساسیت به دلیل تنگی

## علل
حفاظتی که توسط پوست ختنه‌گاه برای آلت تناسلی و انتهایمجرای ادرار به وجود می‌آید از سال ۱۹۱۵ به رسمیت شناخته شده‌است. در نبود پوست ختنه‌گاه، کلاهک آلت تناسلی در معرض تحریک مکانیکی و شیمیایی ناشی از پوشک قرار می‌گیرد که باعث تشکیل تاول و زخم در دهانه مجرای ادرار می‌شود که در نهایت منجر به تنگی خروجی مجرا اداری (تنگی دهانه کلاهک آلت تناسلی) می‌شود. این مشکل همچنین ممکن است در اثر ایسکمی ناشی از آسیب به شریان فرنولار در طی ختنه ایجاد شود.

## عوامل خطر
فریش و سیمونسن (۲۰۱۶) مطالعه‌ای در مقیاس بسیار بزرگ در دانمارک انجام دادند که میزان بروز تنگی انتهای مجرای اداری (کلاهک آلت تناسلی) در مردان مسلمان (بیشتر ختنه شده) را با بروز تنگی مجرا در مردان دانمارکی قومی (بیشتر ختنه نشده) مقایسه کردند و در نتیجه گزارش دادند خطر تنگی انتهای مجرای اداری در مردان ختنه شده ۳٫۷ برابر بیشتر از مردان غیرختنه شده‌است.

## تشخیص
در مردان، شرح حال و معاینه بالینی برای تشخیص پزشکی کافی است. در زنان، VCUG (سیستورتروگرافی دفع ادرار) معمولاً تشخیصی است. سایر آزمایش‌ها ممکن است شامل موارد زیر باشند:
- آزمایش ادرار
- کشت ادرار
- شمارش کامل خون (CBC)، پانل متابولیک پایه
- سونوگرافی کلیه و مثانه

## جلوگیری

### در نوزاد تازه متولد شده
طبق گفته فریش و سیمونسن در سال (۲۰۱۶)، «وجود پوست ختنه گاه در برابر بیماری تنگی ادرار از فرد محافظت می‌کند» (تنگی مجرای کلاهک). آنها خواستار «ارزیابی مجدد و کامل مشکلات مجرای ادرار و سایر پیامدهای نامطلوب پس از ختنه غیر درمانی پسران» شدند.

### بعد از ترمیم هیپوسپادیاس
مایر و لیون (۲۰۰۴) پیشنهاد کردند که استفاده از یک آنتی‌بیوتیک با طیف گسترده پس از ترمیم هیپوسپادیاس «احتمالاً تنگی [میزان] مجرای کلاهک آلت مردانه را کاهش می‌دهد»، در حالی که جایانتی (۲۰۰۳) استفاده از ترمیم هیپوسپادیاس اسنودگراس اصلاح شده را توصیه می‌کند.

## رفتار
در زنان، تنگی خروجی مجرای اداری معمولاً در مطب پزشک با استفاده از بی‌حسی موضعی برای بی‌حس کردن ناحیه و گشاد کردن (گشاد کردن) دهانه مجرای ادرار با ابزارهای مخصوص قابل درمان است.
در مردان، با یک روش جراحی دوم به نام مه آتوتومی درمان می‌شود که در آن مجرا با یک هموستات مستقیم باز می‌شود و سپس با قیچی نوک ریز بریده می‌شود. اخیراً نشان داده شده‌است که کشیده و گشاد کردن در خانه یک درمان موفق برای اکثر پسران است.

## پیش‌بینی
اکثر افراد پس از درمان می‌توانند انتظار ادرار طبیعی داشته باشند.

## وقوع
مطالعات متعدد در یک دوره زمانی طولانی به وضوح نشان می‌دهد که ختنه مردان ایجاد تنگی مجرای ادرار را افزایش می‌دهد. در مردان ختنه شده، گزارش بروز تنگی انتهای مجرای اداری متفاوت است. گریفیث و همکاران (۱۹۸۵) بروز ۲٫۸ درصد را گزارش کردند. سورنسن و سورنسن (۱۹۸۸) صفر درصد را گزارش کردند. کاتکارت و همکاران (۲۰۰۶) بروز ۰٫۵۵ درصد را گزارش کردند. یگان و همکاران (۲۰۰۶) بروز ۰٫۹ درصد را گزارش کردند. وان هاو (۲۰۰۶) بروز ۷٫۲۹ درصد را گزارش کرد. در مطالعه ون هو، تمام موارد تنگی مجرا در میان پسران ختنه شده بود. سیم فروش و همکاران (۲۰۱۰) بروز ۰٫۵۵ درصد را گزارش کرد. با توجه به امدیسین (۲۰۱۶)، از ۹ تا ۲۰ درصد است. فریش و سیمونسن (۲۰۱۶) میزان بروز را بین ۵ تا ۲۰ درصد در پسران ختنه شده اعلام کردند.